# 練習曲
練習曲（れんしゅうきょく）とは、楽器や歌の演奏技巧を修得するための楽曲。フランス語風にエチュード（Étude、「学習」の意：英語のstudyに当たる）ともいう。技巧の習得のためだけでなく、音楽作品として充実した内容を持つものもある。

## 技巧修得のための練習曲
通例、曲により修得すべき演奏技巧が特定されており、その技巧を曲の中で繰り返し要求し、その技巧の修得を目指す。前者に挙げられているものは文字通りの「練習曲」であり、演奏技巧の学習を目的とした、教育用の練習曲である。
「文字通りの練習曲」には大きく分けて2つの種類があり、そのひとつが、ハノンやブラームスのピアノ練習曲に代表される、機械的な練習を主な目的とした練習曲である。これらの曲は、単純な音形を反復練習することにより機械的な演奏能力を向上させることを目指している。これらの練習曲はもっぱら技術的な面のみに関心が向けられるのが常であり、演奏会で鑑賞できるような音楽的内容は持っていない（これらを演奏会で演奏するような演奏家が存在しないわけではないが、そのような試みがなされる機会はごく限られている）。
もう一種が、単純な音形の反復が中心となりながらも、ある程度音楽的内容を持つ曲である。これにはツェルニーのピアノ練習曲などが挙げられる。これらのものは、ときに後述の演奏会用練習曲と厳密な区別が不可能な場合もある。

## 演奏会用練習曲
演奏会で演奏、鑑賞できるような充実した音楽的内容をもつものは「演奏会用練習曲」とも呼ばれる。このようなものの代表として、ショパンの練習曲 作品10、作品25やリストの超絶技巧練習曲などが知られている。

## 主な作曲家と作品

### ピアノ

#### 技巧修得のための練習曲
- ツェルニー
  - リトルピアニスト Op.823
  - 100番練習曲 Op.139 (最も初歩的な練習曲であり、最初に学習する曲として広く使われている)
  - 110番練習曲 Op.435
  - 30番練習曲（Etudes de Mecanisme） Op.849
  - 40番練習曲（Die Schule der Gelaeufigkeit） Op.299
  - 50番練習曲（Kunst der Fingerfertigkeit） Op.740(699)
  - 60番練習曲（Die Schule des Virtuosen） Op.365
  - Practical Finger Exercises Op.802
  - 160番 Eight=bar Exercises Op.821
  - 24番練習曲（Vorschule der Fingerfertigkeit） Op.636
  - 左手のための24の練習曲（Etuden fur die Linke Hand） Op.718
  - 125 Passagen Ubungen Op.261
  - 毎日の練習曲（40 Taegliche Ubungen Op.337）　など
- バイエル - ピアノ教則本 (ツェルニー100番と同じように最初に学習する曲として広く使われている）
- ブルグミュラー
  - 25の練習曲 Op.100 (ツェルニー 100番を終えた後によく使われるものであり、小品としての芸術性も備えている)
  - 18の練習曲 Op.109
  - 12の練習曲 Op.105
- ハノン - 60の練習曲(この練習曲集は、フィンガートレーニングを目的とした練習曲集である)
- ピシュナ
  - リトル・ピシュナ 48の基礎練習曲集(60の練習曲への導入)
  - 60の練習曲
- クレメンティ - グラドゥス・アド・パルナッスム
- モシェレス - 24の練習曲 Op.70
- クラーマー＝ビューロー - 60の練習曲
- ブラームス - 51の練習曲 WoO.6
- モシュコフスキ
  - 15の練習曲 Op.72
  - 20の小練習曲 Op.91
  - 16の技術練習曲 Op.97
- バルトーク - ミクロコスモス(コンサート・レパートリーとなっている曲も含まれる)

#### 演奏会用練習曲
- ショパン - 練習曲集 Op.10（12曲、『別れの曲』、『黒鍵』、『革命』 など）、Op.25（12曲、『エオリアン・ハープ』、『木枯らし』など）、3つの新練習曲
- シューマン - 交響的練習曲 Op.13
- リスト - 超絶技巧練習曲（12曲）、パガニーニの主題による大練習曲（初版は7曲、改訂版は6曲）、2つの演奏会用練習曲、3つの演奏会用練習曲
- アルカン - 騎士 Op.17、練習曲「鉄道」 Op.27b、長調による12の練習曲 Op.35、短調による12の練習曲 Op.39、3つの大練習曲 Op.76
- サン＝サーンス - 練習曲集 Op.52（6曲）、Op.111（6曲）、Op.135（6曲）※作品135は左手のための練習曲
- リャプノフ - 超絶技巧練習曲（12曲）
- ドビュッシー - 練習曲集（第1巻6曲、第2巻6曲）
- ゴドフスキー - ショパンのエチュードによる練習曲（53曲)
- ラフマニノフ - 練習曲集「音の絵」 Op.33（9曲）、Op.39（9曲）
- スクリャービン - 練習曲集 Op.8（12曲）、Op.42（8曲）
- シマノフスキ - 練習曲集 Op.4（4曲）、Op.33（12曲）
- プロコフィエフ - 練習曲集 Op.2（4曲）
- ソラブジ - 超絶技巧百番練習曲（100曲）
- リゲティ - 練習曲集第1巻（6曲）、同2巻（8曲）、同3巻（5曲）
- カプースチン - 8つの演奏会用練習曲

### チェンバロ・クラヴィコード
- J.S.バッハ
  - インヴェンションとシンフォニア（元々は自分の子供や弟子の教育のための曲集で、鍵盤楽器の技術習得だけでなく、作曲技法の修練も示唆されている）
  - クラヴィーア練習曲集第1巻（パルティータBWV825-830が収録されている）
  - クラヴィーア練習曲集第2巻（イタリア協奏曲BWV971とフランス風序曲BWV831が収録されている）
  - クラヴィーア練習曲集第3巻（オルガンもしくは足鍵盤付き鍵盤楽器のための小曲が30曲程度収録されている）
  - クラヴィーア練習曲集第4巻（2段鍵盤付きクラヴィチェンバロのためのアリアと種々の変奏（ゴルトベルク変奏曲）BWV988が収録されている）
  - 平均律クラヴィーア曲集 第1巻、第2巻

### ヴァイオリン

#### 技巧修得のための練習曲
- カイザー - 練習曲Op.20（36曲）
- クロイツェル - 42の奇想曲もしくは練習曲（42曲）
- ローデ - 24の奇想曲
- ドント - 24の練習曲と奇想曲 Op.35、クロイツェルとローデの練習曲のための24の予備演習 Op.37
- パガニーニ - 24の奇想曲 Op.1
- フリマリー - ヴァイオリン音階教本
- セヴシック - ヴァイオリン技巧教本 Op.1-9
- シュラディーク - ヴァイオリン技法の教程 I - II

### ヴィオラ
- フックス
- カンパニョーリ（英語版）
- ヴュータン

### チェロ
- デュポール
- クレンゲル
- ドッツァウアー
- ポッパー

### コントラバス
- シマンドル

### ギター
技巧習得のための練習曲
- フェルナンド・ソル
  - 24の漸進的レッスン Op.31
  - 24の大変易しいエクササイズ Op.35（中級課題「月光」はこの22番ロ短調）
  - 24の漸進的小品 Op.44
  - ギター練習への入門 Op.60 （ソル最晩年の作品）
  - 20の練習曲（ソルの100曲余りある各種難易度の練習課題から中上級課題をアンドレス・セゴビアが選んで編み直したもの）
- マウロ・ジュリアーニ - 右手のための120の課題 Op.1a
- マテオ・カルカッシ - 25の旋律的で漸進的な練習曲 Op.60（中級以降の最も重要な練習曲として広く認知されている）

演奏会用練習曲
- フェルナンド・ソル
  - 12の練習曲 Op.6
  - 12の練習曲 Op.29
- ナポレオン・コスト  - 25の練習曲 Op.38
- フランシスコ・タレガ - アラールによる練習曲，バッハのフーガによる練習曲
- エイトル・ヴィラ＝ロボス - 12の練習曲（上級練習曲のひとつ）
- アグスティン・バリオス - 演奏会用練習曲

### 木管楽器
- フルート
  - ベーム
- オーボエ
  - ヒンケ
  - ヴェーデマン - 45曲の練習曲
  - フェルリンク
    - 18曲の練習曲
    - 48曲の練習曲
- クラリネット
  - クローゼ
- ファゴット
  - ワイセンボーン
- サクソフォン
  - ラクール - 50の練習曲
  - クローゼ - 25の日課技術練習課題
  - フェルリンク - 48の練習曲（ミュール編）

### 金管楽器
- ホルン
  - コプラッシュ：60の練習曲集
  - マキシム・アルフォンス：200の新練習曲
  - ランゲイ：ホルン教本
  - ヘルマン・ノイリンク：低音ホルンのための30の練習曲
- トランペット
  - アーバン
- トロンボーン
  - レミントン
- チューバ

### 声楽
- コンコーネ
  - 50番 - 声楽の初心者の多くが学ぶ練習曲集である。
  - 25番
- トスティ
  - 50番
- フランツ・ヴュルナー - コールユーブンゲン（合唱団のための練習曲集であったが、現在では声楽学習者向けの教材としても使用されている）
- 松下耕 - 合唱のためのたのしいエチュード、混声合唱のためのア・カペラエチュード
- 間宮芳生 - Etudes for Chorus（「合唱のためのコンポジション」に取り組むためのものとして作曲された）
- 岩河三郎- 楽しい発声のドリル